# Kepler Dorsum
Il Kepler Dorsum è una struttura geologica della superficie di Fobos.